# Leon Fleisher
Leon Fleisher (San Francisco, Californië, 23 juli 1928 - Baltimore, Maryland, 2 augustus 2020), was een  Amerikaans pianist en dirigent.

## Biografie
Leon Fleisher begon met het pianospel toen hij vier jaar oud was. Hij debuteerde bij het New York Philharmonic onder leiding van Pierre Monteux op zijn zestiende. Zijn leraar was Artur Schnabel.
Samen met George Szell en het Cleveland Orchestra heeft hij een memorabele serie concerten opgenomen voordat hij als gevolg van focale dystonie het gebruik van zijn rechterhand kwijtraakte. Desondanks ging hij door met uitvoeringen. Hij speelde het repertoire dat voor de eenarmige pianist Paul Wittgenstein gecomponeerd was, zoals het Pianoconcert voor de linkerhand (Ravel) en Parergon (Strauss). Gedurende deze periode is hij ook aan de slag gegaan als chef-dirigent van het Annapolis Symphony Orchestra in Maryland.
In de jaren 90 kreeg hij het gebruik van zijn hand terug door een combinatie van massage en botoxinjecties. In 2004 bracht Vanguard Classics Leon Fleishers eerste opnames met ‘twee handen’ uit in 40 jaar, die toepasselijk Two Hands heette en veel bijval ontving. Het programma bestond uit werken van Bach, Scarlatti, Chopin, Debussy en Schubert. Two Hands is ook de titel van een documentaire over Fleisher die gemaakt werd door Nathaniel Kahn en genomineerd werd voor een Academy Award in 2007. In dat jaar kreeg Fleisher de zogenaamde “Kennedy Center Honors”, waarbij voorzitter Stephen A. Schwarzman hem omschreef als "een compleet musicus, wiens carrière een levend testament is voor de bevestigende kracht van de kunst."
Hij staat vooral bekend om zijn interpretaties van de pianoconcerten van Brahms en Beethoven, maar Fleishers muzikale interesse beperkte zich niet tot het romantische repertoire. De Amerikaanse componist William Bolcom schreef zijn Concert voor twee piano’s voor de linkerhand voor Fleisher en zijn intieme vriend Gary Graffman, die ook al problemen met zijn rechterhand had. De eerste uitvoering vond plaats in april 1996 in Baltimore. Het concert is zo opgebouwd dat het op drie verschillende manieren kan worden uitgevoerd, elk pianodeel alleen met een beperkt orkest, of met beide piano’s en twee beperkte orkesten die samen een geheel orkest vormen. Ook Lukas Foss, Leon Kirchner en Gunther Schuller hebben composities aan Fleisher opgedragen.
In 2004 verzorgden Leon Fleisher en de Berliner Philharmoniker de wereldpremière van de Klaviermusik op. 29 van Paul Hindemith. Dit pianoconcert voor de linkerhand was in 1923 geschreven voor Paul Wittgenstein, die weigerde het te spelen omdat hij het niet begreep. Omdat hij het alleenrecht erop had, duurde het ruim 80 jaar voordat Fleisher het in de openbaarheid mocht brengen. 
Fleisher was docent aan het Peabody Institute of the Johns Hopkins University in Baltimore, het Curtis Institute of Music in Philadelphia en het Royal Conservatory of Music in Toronto. Hij was ook zeer betrokken bij het Tanglewood Music Center.  Als leraar heeft Fleisher de traditie voortgezet die teruggaat tot Beethoven en is doorgegeven via de generaties van Carl Czerny, Theodor Leschetizky, Artur Schnabel, Fleisher zelf, en daarna weer door velen van zijn studenten. Zijn invloed op de klassieke pianisten, vooral in de VS en Canada, was dan ook enorm.

## Prijzen en erkenningen
- Koningin Elisabethwedstrijd, eerste prijs, 1952
- Fellow van de American Academy of Arts and Sciences
- "Instrumentalist of the Year", Musical America (1994)
- Eredoctoraten van het San Francisco Conservatory of Music, de Towson State University, The Boston Conservatory, en het Cleveland Institute of Music
- Johns Hopkins University President's Medaille.